# Jean de Thessalonique
Pour les articles homonymes, voir Jean de Thessalonique (homonymie) et Jean Ier.
Jean de Thessalonique succède à Eusèbe comme patriarche de Thessalonique en 605, sous le nom de Jean Ier (ob. c. 630). 

## Histoire et œuvre
Il soutint ses concitoyens assiégés par les Avars. 
On conserve de lui des homélies, notamment sur la Dormition, importante pour l'histoire des traditions mariales relatives à la fin dernière de la Theotokos, ainsi qu'une collection de Miracles de S. Dimitri, saint patron de Thessalonique.

## Édition
- CPG 7920-7931